# プロレスTODAY
プロレスTODAY（プロレストゥデイ）は、株式会社リアルクロスが運営しているプロレスNEWSサイト。

## 概要
楽しめるプロレスNEWSサイトとして、2016年7月に開設。
内容は、前衛のプロレスTIMEを引き継いだ形で編集長・柴田惣一、総監督・山口義徳の体制で始動。その後、柴田は2020年6月で契約満了のためプロレスTODAYを卒業。
現在AEW所属の白川未奈が初代プ女子部長をつとめていたがプロレスラーとして活動開始したため、2021年11月より二代目プ女子部長にツジ・ルイスが就任。
プロレスラーや関係者へのインタビューが動画と記事の2パターンで公開されるのが特徴であり、その他ニュースやコラムなどで構成されている。
そのほか、リアルイベントとして「ストロングトークLIVE」を開催。新日本プロレスの高橋ヒロムや獣神サンダーライガー、フリー時代の朱里や志田光が出演している。
2023年6月Yahoo!ニュースに記事掲載開始。

## インタビュアー・ライター・コラムニスト
- 柴田惣一
- 山口義徳
- 茂田浩司
- 新井宏
- 岩下英幸
- ミカエル・コバタ
- 泉井弘之介

## カテゴリ

### イベント

#### プロレスTODAY主催のイベント「ストロングトークLIVE」
| 開催日     | タイトル | ゲスト                                                             | 司会             | 出演                             | 会場                             |
| ---------- | --- | ------------------------------------------------------------------ | ---------------- | -------------------------------- | -------------------------------- |
| 2016/10/28 | 『ストロングトークLIVE』                                                                                       | 関本大介・岡林裕二・登坂栄児                                       | 青木泰寛・宮澤聡 | みのもけんじ・白川未奈・柴田惣一 | LOFT9 Shibuya                    |
| 2017/02/08 | 第2回ストロングトークLIVE『飯伏幸太ゴールデン☆バレンタイン』                                                   | 飯伏幸太                                                           | 青木泰寛・宮澤聡 | 白川未奈・柴田惣一               | LOFT9 Shibuya                    |
| 2017/07/19 | 『第3回ストロングトークLIVE』                                                                                  | HARASHIMA・竹下幸之介・彰人                                        | 青木泰寛・宮澤聡 | 柴田惣一                         | LOFT9 Shibuya                    |
| 2017/08/23 | ＜第4回＞ストロングトークLIVE「俺達のG1クライマックス！ライガーさんに聞いてみよう！」                          | 獣神サンダー・ライガー                                             | 青木泰寛         | 柴田惣一                         | LOFT9 Shibuya                    |
| 2017/12/20 | ストロングトークLIVE Vol.5 「禁断のクリスマスパーティー」                                                      | 田口隆祐                                                           | 青木泰寛・宮澤聡 | 柴田惣一                         | LOFT9 Shibuya                    |
| 2018/07/03 | ストロングトークLIVE Girl’s Version                                                                            | 志田光・朱里                                                       | 山口義徳         | 柴田惣一                         | Eggman tokyo east                |
| 2018/08/20 | ストロングトークLIVE Girl’s Version                                                                            | 世羅りさ・雪妃真矢                                                 | 山口義徳         | 柴田惣一                         | Eggman tokyo east                |
| 2019/01/23 | ストロングトークLIVE Vol.8「ROPPONGI 3K SHO&YOHとナイトミーティング」                                          | SHO・YOH                                                           | 青木泰寛・宮澤聡 | 柴田惣一                         | LOFT9 Shibuya                    |
| 2019/02/13 | 燃やしま専科presents ストロングトークLIVE Vol.9『伊東竜二・関本大介デビュー20周年記念&バレンタインスペシャル』 | 伊東竜二・関本大介                                                 | 青木泰寛・宮澤聡 | 柴田惣一                         | LOFT9 Shibuya                    |
| 2019/03/19 | ストロングトークLIVE VoL.10『聖帝生誕祭』                                                                      | タイチ                                                             | 青木泰寛・宮澤聡 | 柴田惣一                         | LOFT9 Shibuya                    |
| 2019/08/08 | ストロングトークLIVE Vol.11『正危軍暴走ナイト』                                                                | 尾崎魔弓・雪妃魔矢・安納サオリ                                     | 青木泰寛・宮澤聡 | 柴田惣一                         | LOFT9 Shibuya                    |
| 2019/12/12 | ストロングトークLIVE Vol.12『テンコジCLIMAX2019』                                                              | 天山広吉・小島聡                                                   | 青木泰寛・宮澤聡 | 柴田惣一                         | LOFT9 Shibuya                    |
| 2021/07/29 | ストロングトークLIVEオンライン Vol.13『高橋ヒロムのもっともっと危険な夜会』                                    | 高橋ヒロム                                                         | 青木泰寛・宮澤聡 | 柴田惣一                         | オンライン開催                   |
| 2022/01/26 | ストロングトークLIVE Vol.14『あべみほ生誕祭』                                                                  | あべみほ                                                           | 山口義徳         | ツジ・ルイス                     | LOFT9 Shibuya                    |
| 2022/02/10 | ストロングトークLIVE Vol.15『プロミネンスのハードコア・バレンタイン』                                          | プロミネンス（世羅りさ・柊くるみ・宮城もち・藤田あかね・鈴季すず） | 青木泰寛         |                                  | 秋葉原ハンドレッドスクエア倶楽部 |
| 2023/07/22 | ストロングトークLIVE VoL.16『”海賊王女”KAIRIの夏祭り』                                                         | KAIRI                                                              | 青木泰寛・宮澤聡 |                                  | 上野グレースバリ上野公園前店     |

#### マーケティングイベント「BACKSTAGE」に総監督・山口義徳が登壇
| 開催日     | タイトル | ゲスト               | 司会     | 会場                   |
| ---------- | --- | -------------------- | -------- | ---------------------- |
| 2017/08/30 | BACKSTAGE 2017「プロレス会場をメディア化！クライアントメリットを打出す新たなファンマーケティング手法」                         | 関本大介・登坂栄児   | 山口義徳 | 虎ノ門ヒルズフォーラム |
| 2018/08/29 | BACKSTAGE 2018「プロレス×クライアント 広がり続けるファンマーケティング」                                                       | 高木三四郎           | 山口義徳 | 虎ノ門ヒルズフォーラム |
| 2019/08/29 | BACKSTAGE 2019「今、女子プロレスが熱い！ 異色コラボ施策で新たな集客マーケティング」                                            | 藤本つかさ・雪妃真矢 | 山口義徳 | 虎ノ門ヒルズフォーラム |
| 2020/12/21 | BACKSTAGE 2020「マーケティング×レスラー コロナ禍でバズりまくったSNS戦略！！」                                                  | 高橋奈七永・世志琥   | 山口義徳 | 虎ノ門ヒルズフォーラム |
| 2023/02/09 | BACKSTAGE 2023「世界を股にかけるエンタメビジネスとは？」                                                                       | ヨシタツ             | 山口義徳 | 虎ノ門ヒルズフォーラム |
| 2023/08/29 | BACKSTAGE 2023 ～SHOWCASE3.0～『新日本プロレスのパートナーシップ戦略！棚橋弘至が語る「プロレスとのコラボレーションの勝ち方」』 | 棚橋弘至             | 山口義徳 | 虎ノ門ヒルズフォーラム |
| 2024/08/29 | BACKSTAGE The Final「ブシロードグループ・グローバル化の必然」                                                                  | 木谷高明             | 山口義徳 | 虎ノ門ヒルズフォーラム |

### コラム
- 編集長コラム - 柴田惣一
- 編集長がよいしょ！ - 柴田惣一
- コラム - 山口義徳
- プ女子部長がゆく！ - ツジ・ルイス
- プロレスのある風景 - 榎本タイキ
- プロレス日記 - 青木泰寛
- ザッツ・絵んたぁテインメント！ - 坂井永年
- プロレスと私 時々日常 - はしもとあやね
- プロレス-今日は何の日 - AJスレンダー
- Road to ぷ女子 - 永野あかね